# Frederika (Iowa)
Frederika es una ciudad ubicada en el condado de Bremer en el estado estadounidense de Iowa. En el Censo de 2010 tenía una población de 183 habitantes y una densidad poblacional de 353,28 personas por km².

## Geografía
Frederika se encuentra ubicada en las coordenadas 42°53′0″N 92°18′22″O / 42.88333, -92.30611. Según la Oficina del Censo de los Estados Unidos, Frederika tiene una superficie total de 0.52 km², de la cual 0.52 km² corresponden a tierra firme y (0%) 0 km² es agua.

## Demografía
Según el censo de 2010, había 183 personas residiendo en Frederika. La densidad de población era de 353,28 hab./km². De los 183 habitantes, Frederika estaba compuesto por el 98.36% blancos, el 0% eran afroamericanos, el 0.55% eran amerindios, el 1.09% eran asiáticos, el 0% eran isleños del Pacífico, el 0% eran de otras razas y el 0% pertenecían a dos o más razas. Del total de la población el 0% eran hispanos o latinos de cualquier raza.